# Stimmkreis München-Bogenhausen

Stimmkreise in München (seit 2018)

Der Stimmkreis München-Bogenhausen (Stimmkreis 102) ist einer der neun Stimmkreise der Stadt München bei Wahlen zum Bayerischen Landtag und zum Bezirkstag von Oberbayern. Er gehört zum Wahlkreis Oberbayern und umfasst seit der Landtagswahl 2018 die Stadtbezirke 13 (Bogenhausen) und 14 (Berg am Laim) sowie aus dem Stadtbezirk 5 (Au-Haidhausen) die Stadtbezirksviertel 5.11, 5.12 (Maximilianeum), 5.21 und 5.22 (Steinhausen). Wahlberechtigt waren 2018 bei der Landtagswahl 85.705 Einwohner.
Der zur Landtagswahl 1998 bestehende Stimmkreis München-Bogenhausen (Bogenhausen, Berg am Laim) wurde zur Landtagswahl 2003 um Teile des Stimmkreis München-Schwabing (Maximilianeum, Steinhausen, Haidhausen) und des aufgelösten Stimmkreise München-Altstadt (Au) vergrößert. Zur Landtagswahl 2018 wurden Haidhausen und die Au an den neuen Stimmkreis München-Mitte abgegeben.
Bei Wahlen zum Deutschen Bundestag sind die Stadtteile des Stimmkreises mit anderen zu dem größeren Bundestagswahlkreis München-Ost zusammengefasst.

## Landtagswahl 2023
Zur Landtagswahl 2023 traten folgende Parteien und Direktkandidaten im Stimmkreis München-Bogenhausen an und erzielten folgende Ergebnisse:
| Nr. | Direktkandidat            | Partei           | Erststimmen in % | Gesamtstimmen in % |
| --- | ------------------------- | ---------------- | ---------------- | ------------------ |
| 1   | Robert Brannekämper       | CSU              | 32,9             | 32,4               |
| 2   | Fabian Sauer              | GRÜNE            | 27,6             | 27,3               |
| 3   | Martin Blasi              | Freie Wähler     | 7,0              | 7,2                |
| 4   | Christoph Rätscher        | AfD              | 7,4              | 7,6                |
| 5   | Alexander Friedrich       | SPD              | 10,7             | 11,1               |
| 6   | Michael Ruoff             | FDP              | 6,6              | 6,7                |
| 7   | Wolfgang Schulz           | Die Linke        | 1,5              | 1,5                |
| 8   | Richard Progl             | BP               | 0,5              | 0,5                |
| 9   | Steffen Gölzner           | ÖDP              | 1,6              | 1,6                |
| 10  | Roy Militzer              | Die PARTEI       | 0,8              | 0,9                |
| 11  | Reinhild Löbrich-Mannhart | Tierschutzpartei | 0,9              | 0,9                |
| 12  | Korbinian Zacherl         | V-Partei³        | 0,2              | 0,2                |
| 13  | Max Körbächer             | PdH              | 0,3              | 0,3                |
| 14  | Ulrike Schiemenz          | dieBasis         | 0,7              | 0,7                |
| 15  | Philipp Eisenmann         | Volt             | 1,2              | 1,2                |

## Landtagswahl 2018
Die Wahlbeteiligung der 85.705 Wahlberechtigten im Stimmkreis betrug 73,1 Prozent. Das Direktmandat ging erneut an Robert Brannekämper (CSU).
| Direktkandidat          | Partei                        | Erststimmen | Gesamtstimmen | Gesamtstimmen ggü. 2013 (%p) |
| ----------------------- | ----------------------------- | ----------- | ------------- | ---------------------------- |
| Robert Brannekämper     | CSU                           | 28,8 %      | 28,3 %        | −12,1 %                      |
| Mike Malm               | SPD                           | 12,9 %      | 12,5 %        | −17,2 %                      |
| Martin Blasi            | FREIE WÄHLER                  | 6,7 %       | 6,5 %         | +2,3 %                       |
| Andreas Baier           | GRÜNE                         | 26,5 %      | 27,2 %        | +16,9 %                      |
| Gabriele Neff           | FDP                           | 9,8 %       | 9,8 %         | +2,8 %                       |
| Erol Dogan              | DIE LINKE                     | 3,7 %       | 3,7 %         | +1,8 %                       |
| Eva Caim                | BP                            | 1,3 %       | 1,2 %         | −0,5 %                       |
| Klaus von Birgelen      | ÖDP                           | 1,8 %       | 1,7 %         | ±0,0 %                       |
| Christopher Morgenstern | PIRATEN                       | 0,8 %       | 0,7 %         | −1,4 %                       |
| Wilfried Biedermann     | AfD                           | 6,8 %       | 6,7 %         | -                            |
| Peter Reich             | Liberal-Konservative Reformer | 0,1 %       | 0,1 %         | -                            |
| Jens Erdmann            | mut                           | 0,6 %       | 0,6 %         | -                            |
| -                       | Die Humanisten                | -           | 0,1 %         | -                            |
| -                       | Die Partei                    | -           | 0,2 %         | -                            |
| Kein Direktkandidat     | Gesundheitsforschung          | -           | 0,1 %         | -                            |
| -                       | Tierschutz                    | -           | 0,4 %         | -                            |
| Henrietta Lorko         | V-Partei³                     | 0,3 %       | 0,3 %         | -                            |

## Landtagswahl 2013
Beteiligung
Bei der Landtagswahl am 15. September 2013 haben sich von den 118.543 Stimmberechtigten (+3.483 gegenüber 2008) des Stimmkreises München-Bogenhausen 75.665 an der Wahl beteiligt (+8.919 gegenüber 2008). Somit lag die Wahlbeteiligung bei 63,8 %, das sind 5,8 % mehr als 2008.
|                    | Erststimmen | Zweitstimmen  | Gesamtstimmen |
| abgegebene Stimmen | 75.628      | 75.623        | 151.521       |
| ungültige Stimmen  | 998 (1,3 %) | 1.038 (1,4 %) | 2.036 (1,3 %) |
| gültige Stimmen    | 74.630      | 74.585        | 149.215       |

Ergebnisse
Als Direktkandidat wurde Robert Brannekämper, CSU mit 36,3 % der Erststimmen in den Bayerischen Landtag gewählt.
| Partei       | Direktkandidat        | Erststimmen | Anteil (%) | Zweitstimmen | Anteil (%) | Gesamtstimmen | Anteil (%) |
| ------------ | --------------------- | ----------- | ---------- | ------------ | ---------- | ------------- | ---------- |
| CSU          | Robert Brannekämper   | 27.054      | 36,3       | 26.688       | 35,8       | 53.742        | 36,0       |
| SPD          | Hans-Ulrich Pfaffmann | 21.595      | 28,9       | 24.834       | 33,3       | 46.429        | 31,1       |
| FW           | Ingeborg Michelfeit   | 3.214       | 4,3        | 2.948        | 4,0        | 6.162         | 4,1        |
| GRÜNE        | Ludwig Hartmann       | 10.728      | 14,4       | 9.244        | 12,4       | 19.972        | 13,4       |
| FDP          | Gabriele Weishäupl    | 5.054       | 6,8        | 4.937        | 6,6        | 9.991         | 6,7        |
| LINKE        | Brigitte Wolf         | 1.923       | 2,6        | 1.530        | 2,1        | 3.453         | 2,3        |
| ÖDP          | Gerd Lierhammer       | 1.241       | 1,7        | 1.311        | 1,8        | 2.552         | 1,7        |
| REP          | Frank-Uwe Hermann     | 360         | 0,5        | 325          | 0,4        | 685           | 0,5        |
| BP           | Richard Progl         | 1.301       | 1,7        | 974          | 1,3        | 2.275         | 1,5        |
| BüSo         | -                     | -           | -          | 39           | 0,1        | 39            | 0,0        |
| Die Freiheit | Michael Stürzenberger | 425         | 0,6        | 232          | 0,3        | 657           | 0,4        |
| PIRATEN      | Rebecca Wißner        | 1.735       | 2,3        | 1.523        | 2,0        | 3.258         | 2,5        |
| gesamt       |                       | 74.630      | 100,0      | 74.585       | 100,0      | 149.215       | 100,0      |

## Wahlen 2008

### Landtagswahl
Beteiligung
Bei der Landtagswahl am 28. September 2008 haben sich von den 115.060 Stimmberechtigten des Stimmkreises München-Bogenhausen 66.746 an der Wahl beteiligt. Somit lag die Wahlbeteiligung bei 58,0 %, das sind 2,8 % mehr als 2003.
|                    | Erststimmen | Zweitstimmen | Gesamtstimmen |
| abgegebene Stimmen | 66.745      | 66.731       | 133.476       |
| ungültige Stimmen  | 823 (1,2 %) | 918 (1,4 %)  | 1.741 (1,3 %) |
| gültige Stimmen    | 65.922      | 65.813       | 131.735       |

Ergebnisse
Als Direktkandidat wurde Thomas Zimmermann von der CSU mit 31,0 % der Erststimmen in den Bayerischen Landtag gewählt. Die Direktkandidaten von SPD, FDP und den Grünen konnten über die Wahlkreislisten ebenfalls in den Landtag einziehen.
| Partei        | Direktkandidat           | Erststimmen | Anteil (%) | Zweitstimmen | Anteil (%) | Gesamtstimmen | Anteil (%) |
| ------------- | ------------------------ | ----------- | ---------- | ------------ | ---------- | ------------- | ---------- |
| CSU           | Thomas Zimmermann        | 20.461      | 31,0       | 20.025       | 30,4       | 40.486        | 30,7       |
| SPD           | Hans-Ulrich Pfaffmann    | 17.847      | 27,1       | 17.577       | 26,7       | 35.424        | 26,9       |
| GRÜNE         | Ludwig Hartmann          | 10.391      | 15,8       | 10.963       | 16,7       | 21.354        | 16,2       |
| FW            | Christine Willnhammer    | 2.394       | 3,6        | 2.442        | 3,7        | 4.836         | 3,7        |
| FDP           | Otto Bertermann          | 9.297       | 14,1       | 9.190        | 14,0       | 18.487        | 14,0       |
| REP           | Oliver Arnhold           | 280         | 0,4        | 298          | 0,5        | 578           | 0,4        |
| ÖDP           | Frank Bäz                | 502         | 0,8        | 610          | 0,9        | 1.112         | 0,8        |
| BP            | Richard Progl            | 809         | 1,2        | 784          | 1,2        | 1.593         | 1,2        |
| BüSo          | -                        | -           | -          | 29           | 0,0        | 29            | 0,0        |
| LINKE         | Nicole Gohlke            | 3.399       | 5,2        | 3.345        | 5,1        | 6.744         | 5,1        |
| Die Violetten | Ursula Stössel           | 239         | 0,4        | 231          | 0,4        | 470           | 0,4        |
| NPD           | Björn-Christopher Balbin | 303         | 0,5        | 319          | 0,5        | 622           | 0,5        |
| gesamt        |                          | 65.922      | 100,0      | 65.813       | 100,0      | 131.735       | 100,0      |

### Bezirkstagswahl
Beteiligung
Die Bezirkstahlswahl fand ebenfalls am 28. September 2008 parallel zur Landtagswahl statt. Hier haben sich von den 114.815 Stimmberechtigten des Stimmkreises München-Bogenhausen 66.650 an der Wahl beteiligt. Somit lag die Wahlbeteiligung wie bei der Landtagswahl bei 58,0 %.
Ergebnisse
Als Direktkandidat wurde Anton Spitlbauer von der CSU mit 30,0 % der Erststimmen in den Bezirkstag Oberbayern gewählt.
| Partei | Direktkandidat   | Erststimmen | Anteil (%) | Zweitstimmen | Anteil (%) | Gesamtstimmen | Anteil (%) |
| ------ | ---------------- | ----------- | ---------- | ------------ | ---------- | ------------- | ---------- |
| CSU    | Anton Spitlbauer | 19.713      | 30,0       | 19.735       | 30,2       | 39.448        | 30,1       |
| SPD    | Mike Malm        | 15.581      | 23,7       | 16.249       | 24,9       | 31.830        | 24,3       |
| GRÜNE  | Ulrike Goldstein | 12.387      | 18,9       | 11.779       | 18,0       | 24.166        | 18,4       |
| FW     | Reinhart Brunner | 3.117       | 4,7        | 2.918        | 4,5        | 6.035         | 4,6        |
| FDP    | Dieter Rippel    | 8.973       | 13,7       | 8.854        | 13,5       | 17.827        | 13,6       |
| REP    | Philipp Tetzner  | 316         | 0,5        | 346          | 0,5        | 662           | 0,5        |
| ÖDP    | Herbert Schön    | 947         | 1,4        | 934          | 1,4        | 1.881         | 1,4        |
| BP     | Martin Progl     | 954         | 1,5        | 931          | 1,4        | 1.885         | 1,4        |
| LINKE  | Reinhard Peters  | 3.292       | 5,0        | 3.284        | 5,0        | 6.576         | 5,0        |
| NPD    | Jürgen Schubert  | 360         | 0,5        | 357          | 0,5        | 717           | 0,5        |
| gesamt |                  | 65.640      | 100,0      | 65.387       | 100,0      | 131.027       | 100,0      |

## Landtagswahl 2003
Bei der Wahl am 21. September 2003 errang Thomas Zimmermann (CSU) das Direktmandat im Stimmkreis 102 mit 45,2 Prozent der Erststimmen. Nächstplatzierter war der SPD-Direktkandidat Hans-Ulrich Pfaffmann mit 30,2 Prozent der Erststimmen. Bei den Gesamtstimmen des Stimmkreises (Erst- und Zweitstimmen zusammen) erreichte die CSU 46,6 Prozent, die SPD 29,8 Prozent, Grüne 14,0 Prozent und die FDP 4,8 Prozent.

## Landtagswahl 1998
Bei der Landtagswahl 1998 erzielte die CSU im Stimmkreis 46,5 Prozent der Gesamtstimmen (Erst- und Zweitstimmen zusammen), die SPD 32,6 Prozent, Grüne 11,1 Prozent und die FDP 2,8 Prozent.